# Oyaki
 (avril 2020).
Si vous disposez d'ouvrages ou d'articles de référence ou si vous connaissez des sites web de qualité traitant du thème abordé ici, merci de compléter l'article en donnant les références utiles à sa vérifiabilité et en les liant à la section « Notes et références ».
L’oyaki (おやき) est une boulette japonaise constituée de pâte de sarrasin fermentée enveloppant une farce de légumes, de fruits ou de pâte de haricots anko, le tout rôti dans un moule. Le pain obtenu est cuit à la vapeur ou grillé et consommé chaud.
Les oyaki sont populaires et largement disponibles dans la préfecture de Nagano qui est célèbre pour ce mets.
L’oyaki de Nagano ne doit pas être confondu avec l’imagawayaki qui est fabriqué à partir d’une pâte légère et mangé comme un dessert, bien qu'on puisse trouver de nombreux magasins vendant l'imagawayaki comme l'oyaki.

## Histoire
Les montagnes abruptes et le climat froid de la préfecture de Nagano ont rendu la culture du riz difficile et ont produit de mauvais rendements au Japon préindustriel. Les agriculteurs se sont tournés vers le sarrasin (soba). La farine ainsi obtenue a ensuite été mélangée à de l’eau et farcie de légumes sauvages, assaisonnée de sauce de soja et de sel.